# Lebaktipar
Lebaktipar is een bestuurslaag in het regentschap Lebak van de provincie Banten, Indonesië. Lebaktipar telt 2883 inwoners (volkstelling 2010).